# Nevis Peak
Nevis Peak is een 985 meter hoge stratovulkaan in het centrum van het eiland Nevis in Saint Kitts en Nevis, en is het hoogste punt van het eiland. De vulkaan heeft een binnenste krater die aan de westelijke kant gedeeltelijk is ingestort. De laatste eruptie is onbekend, maar Nevis Peak wordt beschouwd als een slapende vulkaan vanwege aardbevingen, fumaroles en warmwaterbronnen.

## Overzicht
Nevis is een verbastering van het Spaanse nieve dat sneeuw betekent. Men dacht er sneeuw op de top lag, maar de vulkaan was waarschijnlijk door wolken bedekt. Het eiland Nevis is vernoemd naar de berg. Het eiland is cirkelvormig met de vulkaan in het centrum. Met uitzondering van de ingestorte kratermuur heeft het geheel een kegelachtige vorm.
Vanaf een hoogte van 300 meter wordt het klimaat koeler en natter, en verandert het bos in tropische regenwoud met veel varens die vaak op lagere hoogte niet voorkomen. Ook de fauna verandert met vogels als de sidderspotlijster en bruinvleugeltiran die aan de kust niet voorkomen. Er komen ook veel vervetten voor, maar dat is een invasieve soort die uit Afrika komt. Het hoogste gedeelte bestaat uit nevelwoud, en is vaak de hele dag bedekt met wolken.
Waarschijnlijk is Nevis Peak 100.000 jaar geleden voor het laatst uitgebarsten, maar het bewijs is niet geleverd. Er vinden regelmatig aardbevingen plaats op het eiland. In 1690 werd Jamestown, de hoofdstad, verwoest door een aardbeving gevolgd door een tsunami. Het epicentrum van de aardbeving lag in de buurt van het eiland, en had een vermoedelijke kracht van IX op de Schaal van Mercalli. Op de berg bevinden zich twee fumaroles, gaten waaruit heet gas ontsnapt, en meerdere warmwaterbronnen. De Cades Bay Soufrière was in 1953 ontstaan en had een omvang van 30 bij 30 meter met kokende meren en stomende gaten. De activiteit is afgenomen, maar in 2001 werd een grondtemperatuur van 100°C gemeten.
Nevis Peak is te beklimmen, maar het is een van de moeilijkste beklimmingen van het Caraïbisch gebied, en een gids is noodzakelijk. Sommige gedeeltes hebben een helling van 60 tot 70 graden. De beklimming duurt ongeveer 4 uur, en vaak is er door het wolkendek weinig te zien.
In 2009 was een plan gemaakt om van Nevis Peak een beschermd natuurgebied te maken. In 2020 was het aangemeld, maar details en een IUCN-classificatie waren media 2022 nog niet bekend.

## Galerij

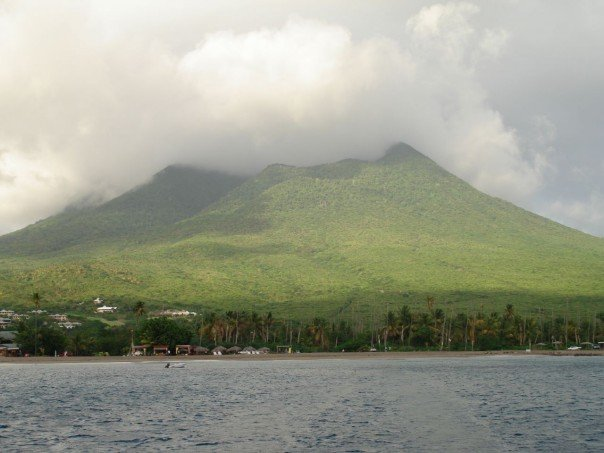
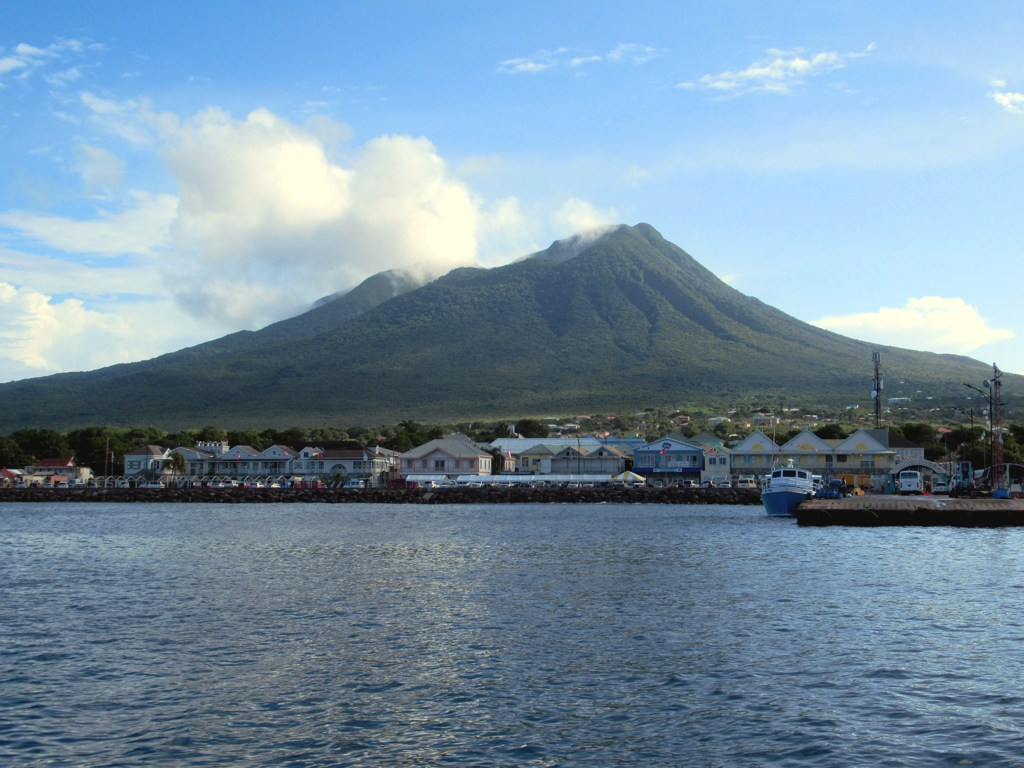
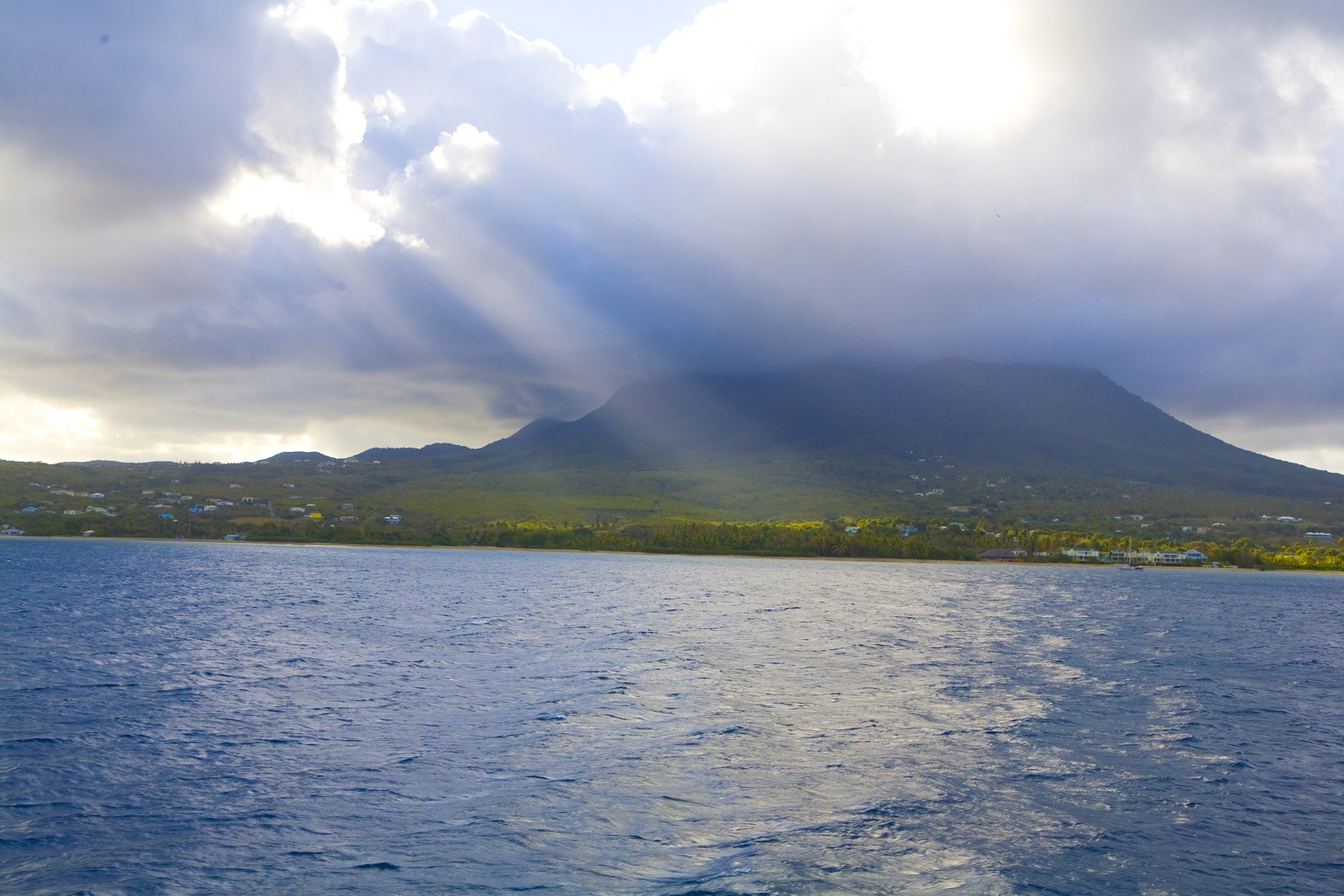